# Tucker Film
La Tucker Film è una casa di distribuzione cinematografica italiana fondata nel 2008.

## Storia
L'azienda nacque nel 2008 dall'unione di Cinemazero di Pordenone e del Centro Espressioni Cinematografiche (C.E.C.) di Udine. Il nome della casa di distribuzione deriva da quello di Preston Tucker, ingegnere statunitense la cui vicenda fu trattata anche nel film di Francis Ford Coppola Tucker - Un uomo e il suo sogno. La Tucker Film si occupa prevalentemente di distribuire (sia nelle sale cinematografiche sia per il mercato home video) film indipendenti italiani di produzione regionale e soprattutto film asiatici, curando la distribuzione in DVD di molte delle opere presentate al Far East Film Festival di Udine. Diversi film distribuiti dalla Tucker e non usciti al cinema sono stati trasmessi in anteprima su Rai 4 durante il ciclo Missione Estremo Oriente.

## Filmografia parziale
Questa lista è suscettibile di variazioni e potrebbe essere incompleta o non aggiornata.

- A Dirty Carnival, regia di Yoo Ha (2006)
- A Hero Never Dies, regia di Johnnie To (1998)
- A Simple Life, regia di Ann Hui (2011)
- A Taxi Driver, regia di Jang Hoon (2017)
- Aftershock, regia di Feng Xiaogang (2010)
- Blind, regia di Ahn Sang-hoon (2011)
- Bodyguards and Assassins, regia di Teddy Chen (2009)
- Bullets Over Summer, regia di Wilson Yip (1999)
- Buon giorno, regia di Yasujirō Ozu (1959)
- Burning - L'amore brucia, regia di Lee Chang-dong (2018)
- Castaway on the Moon, regia di Lee Hey-jun (2009)
- Class Enemy, regia di Rok Biček (2013)
- Cold Eyes, regia di Cho Ui-Seok e Kim Byung-Seo (2013)
- Cold War, regia di Longman Leung e Sunny Luk (2012)
- Confessions, regia di Tetsuya Nakashima (2010)
- Connected, regia di Benny Chan (2008)
- Departures, regia di Yōjirō Takita (2008)
- Detective Dee e il mistero della fiamma fantasma, regia di Tsui Hark (2010)
- Easy - Un viaggio facile facile, regia di Andrea Magnani (2017)
- Fiori d'equinozio, regia di Yasujirō Ozu (1958)
- Fire of Conscience, regia di Dante Lam (2010)
- Firestorm, regia di Alan Yuen (2013)
- Generazione romantica (Fēngliú yīdài), regia di Jia Zhangke (2024)
- I tempi felici verranno presto, regia di Alessandro Comodin (2016)
- Il buono, il matto, il cattivo, regia di Kim Ji-woon (2008)
- Il gusto del sakè, regia di Yasujirō Ozu (1962)
- Il prigioniero coreano, regia di Kim Ki-duk (2016)
- In Another Country, regia di Hong Sang-soo (2012)
- Ip Man - The Final Fight, regia di Herman Yau (2013)
- Ip Man - The Legend Is Born, regia di Herman Yau (2010)
- Ip Man 2, regia di Wilson Yip (2010)
- Ip Man, regia di Wilson Yip (2008)
- Kung Fu Jungle, regia di Teddy Chen (2014)
- L'estate di Giacomo, regia di Alessandro Comodin (2011)
- La congiura della pietra nera, regia di Chao-Bin Su e John Woo (2010)
- Le incredibili avventure di Fuku-chan, regia di Yosuke Fujita (2014)
- Libere disobbedienti innamorate, regia di Maysaloun Hamoud (2016)
- Love Battlefield, regia di Cheang Pou Soi (2004)
- Masquerade, regia di Choo Chang-Min (2012)
- Monga, regia di Doze Niu (2010)
- Motorway, regia di Pou Soi Cheang (2012)
- No Blood, No Tears, regia di Ryoo Seung-Wan (2002)
- One Nite in Mongkok, regia di Derek Yee (2004)
- Overheard 2, regia di Alan Mak e Felix Chong (2011)
- Overheard, regia di Alan Mak e Felix Chong (2009)
- Parole povere, regia di Francesca Archibugi (2013)
- Poetry, regia di Lee Chang-dong (2010)
- Ritratto di famiglia con tempesta, regia di Hirokazu Kore'eda (2016)
- Rumore bianco, regia di Alberto Fasulo (2008)
- Secret Reunion, regia di Jang Hun (2010)
- Slow Food Story, regia di Stefano Sardo (2013)
- Sole alto, regia di Dalibor Matanić (2015)
- Tardo autunno, regia di Yasujirō Ozu (1960)
- The Beast Stalker, regia di Dante Lam (2008)
- The Berlin File, regia di Ryoo Seung-wan (2013)
- The Bullet Vanishes, regia di Lo Chi-Leung (2012)
- The Gangster, the Cop, the Devil, regia di Lee Won-tae (2019)
- The Longest Nite, regia di Patrick Yau (1997)
- The Man from Nowhere, regia di Lee Jeong-beom (2010)
- The Sniper, regia di Dante Lam (2009)
- The Special Need, regia di Carlo Zoratti (2013)
- Tiger Mountain 3D, regia di Tsui Hark (2015)
- The Terror Live, regia di Kim Byung-Woo (2013)
- The Thieves, regia di Choi Dong-Hoon (2012)
- The Unjust, regia di Ryoo Seung-Wan (2010)
- The White Storm, regia di Benny Chan (2013)
- Thermae Romae, regia di Hideki Takeuchi (2012)
- Tir, regia di Alberto Fasulo (2013)
- Tokyo Love Hotel, regia di Ryūichi Hiroki (2014)
- Tokyo Tribe, regia di Sion Sono (2014)
- Un paese di primule e caserme, regia di Diego Clericuzio (2014)
- Unbeatable, regia di Dante Lam (2013)
- Viaggio a Tokyo, regia di Yasujiro Ozu (1953)
- Walls, regia di Pablo Iraburu, Migueltxo Molina (2015)
- Young Detective Dee - Il risveglio del drago marino, regia di Tsui Hark (2013)
- Zatōichi, regia di Takeshi Kitano (2003)
- Zoran - Il mio nipote scemo, regia di Matteo Oleotto (2013)
- Zombie contro zombie, regia di Shin'ichirō Ueda (2017)
- The Gangster, the Cop, the Devil, regia di Lee Won-tae (2019)
- Two Sisters, regia di Kim Ji-woon (2003)
- Infernal Affairs, regia di Andrew Lau e Alan Mak (2002)
- Infernal Affairs II, regia di Andrew Lau e Alan Mak (2003)
- Infernal Affairs III, regia di Andrew Lau e Alan Mak (2003)
- Made in Hong Kong, regia di Fruit Chan (1997)
- Il gioco del destino e della fantasia, regia di Hamaguchi Ryūsuke (2021)
- Drive My Car (Doraibu mai kā), di Hamaguchi Ryūsuke (2021)
- "I Saw the Devil", di Kim Ji-woon (2010)